# Footlight Parade
Footlight Parade is een Amerikaanse muziekfilm uit 1933 onder regie van Lloyd Bacon.

## Verhaal
De theaterproducent Chester Kent maakt voorstellingen voor Broadway. Met de opkomst van de geluidsfilm gaat hij in Hollywood scenario's schrijven voor muziekfilms. Zijn nieuwe baan bezorgt hem veel kopzorgen.

## Rolverdeling
| Acteur           | Personage     |
| ---------------- | ------------- |
| James Cagney     | Chester Kent  |
| Joan Blondell    | Nan           |
| Ruby Keeler      | Bea           |
| Dick Powell      | Scotty        |
| Frank McHugh     | Francis       |
| Guy Kibbee       | Gould         |
| Ruth Donnelly    | Mevrouw Gould |
| Hugh Herbert     | Bowers        |
| Claire Dodd      | Vivian        |
| Gordon Westcott  | Thompson      |
| Arthur Hohl      | Frazer        |
| Renee Whitney    | Cynthia Kent  |
| Barbara Rogers   | Gracie        |
| Paul Porcasi     | Apolinaris    |
| Philip Faversham | Joe           |

## Filmmuziek
- Honeymoon Hotel
- Shanghai Lil
- By a Waterfall
- My Shadow
- Ah, the Moon Is Here
- Sitting on a Backyard Fence